# 勒内·他顿

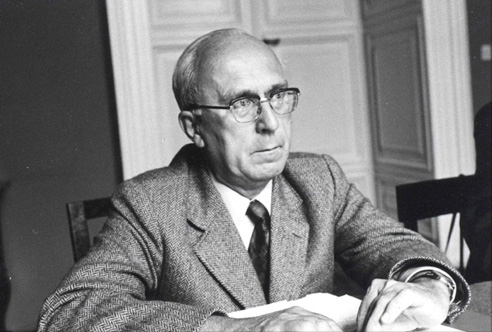

勒内·他顿（法語：René Taton，1915年4月4日—2004年8月9日），法国作家、科学史学家，长期与苏珊德·洛姆共同编辑Revue d'histoire des sciences。
勒内·他顿出生于莱谢勒，逝世于阿雅克肖。